# 키부땃쥐
키부땃쥐(Crocidura kivuana)는 땃쥐과에 속하는 포유류의 일종이다. 콩고민주공화국의 고유종이다. 자연 서식지는 늪이다.